# Nate Thompson
Nate Scott Thompson, född 5 oktober 1984 i Anchorage, Alaska, är en amerikansk professionell ishockeyforward som spelar för Winnipeg Jets i NHL.
Han har tidigare spelat för Philadelphia Flyers, Montreal Canadiens, Los Angeles Kings, Ottawa Senators, Anaheim Ducks, Tampa Bay Lightning, New York Islanders och Boston Bruins.